# Janete (filme)
Janete é um filme brasileiro de 1983, do gênero drama, dirigido por Chico Botelho.

## Elenco
- Nice Marineli .... Janete
- Flávio Guarnieri
- Luiz Armando Queiroz
- Lélia Abramo
- Walter Breda
- Jayme del Cueto ... Gaúcho
- Ruthinéa de Moraes
- Lilian Lemmertz
- Cláudio Mamberti
- Dirce Militello
- Turíbio Ruiz
- Denoy de Oliveira
- André Klotzel
- Sílvia Leblon
- Antonio Leite
- Artur Motta
- Maria Sílvia

## Principais prêmios e indicações
Festival de Gramado 1983
- Venceu na categoria de melhor trilha sonora (Arrigo Barnabé) e melhor fotografia.
- Indicado na categoria de melhor filme.

Festival de Brasília 1983
- Venceu nas categorias de melhor atriz (Nice Marinelli) e melhor montagem.